# Populous
Pour les articles homonymes, voir Populous (homonymie).
Populous  est une série de jeux vidéo développée par Bullfrog Productions et éditée par Electronic Arts. La série débute en 1989 avec la sortie de Populous, un titre largement salué par la critique, et généralement considéré comme étant le premier jeu vidéo de type God game,,.

## Système de jeu
Dans les jeux de la série Populous, le joueur a la responsabilité d’un peuple qu'il doit guider contre celui de la divinité adverse en manipulant le paysage, en faisant croître la civilisation et en utilisant diverses calamités contre l’ennemi.

## Liste des jeux
- Populous (1989)
  - Populous: The Promised Lands (1989)
  - Populous: The Final Frontier (1989)
- Populous II: Trials of the Olympian Gods (1991)
  - Populous II: The Challenge Games (1992)
- Populous : À l'Aube de la création (1998)
  - Populous: The Beginning - Undiscovered Worlds (1999)
- Populous DS (2008)